# Musée de Marrakech
Le Musée de Marrakech, anciennement connu sous le nom de Dar El Menebhi du nom du vizir de Moulay abdelaziz El Mehdi El Menebhi, situé à côté de la medersa Ben Youssef, est un palais établi sur une parcelle de 2 108 m2 et doté d'un vaste patio de 709 m2, typique de l'art mauresque, transformé en musée privé et lieu d'accueil d'activités culturelles.
Cet ancien palais été édifié en 1317 de l'Hégire, soit 1898 à la fin du XIXe siècle. La demeure appartenait à El Mehdi M'Nebhi, ministre de la guerre sous le règne du sultan Moulay Hassan 1er. Elle été restaurée et réhabilitée en musée par Omar Benjelloun, qui était un grand collectionneur et mécène marocain. Le musée de Marrakech est financé et géré par la fondation Omar-Benjelloun.
Ce musée organise depuis 1995 uniquement des expositions temporaires autour de l’art contemporain ou du patrimoine culturel marocain. Au rez-de-chaussée sont exposés des objets de cuivre martelé, armes et bijoux berbères et des vêtements. Les objets sont encore utilisés et portés dans les montagnes.
Le salon du premier étage est d'un décor hispano-mauresque et des contient des meubles de cèdre.
Le musée organise et accueille aussi diverses manifestations telles que des concerts, des spectacles de théâtre et de chorégraphie, des projections de films, des colloques, des journées d’étude, des ateliers.